# ぶーけ (企業)
株式会社ぶーけは、かつて存在した日本の服小売企業。福岡市中央区に本社を置き、九州、中国、関西、中部地方に婦人服b.q.t（ぶーけ）、threefates（スリーフェイツ）、UNO FATTE（ウノフェイト）などのブランド名で婦人服、子供服、ベビー服販売店を56店舗展開していた。

## 概要
1990年（平成2年）に寿屋（現カリーノ）によって設立され、同年寿屋店内に開店し、徐々に店舗を拡大していった。最盛期には30億円以上の売り上げを計上したが、バブル景気の終息とともに衣料品の販売が低迷し経営が悪化。2001年（平成13年）には、親会社である寿屋が自力での再建を断念し、グループ全社と共に熊本地方裁判所に民事再生法を申請した。
寿屋とともにぶーけは民事再生法の適用を受けたものの、その後寿屋グループから離脱した。経営悪化で12億円近くまでに落ち込んでいた売上はグループ離脱後に回復し、店舗も九州、中国、関西、中部地方など、西日本全域に出店した。
しかし、2008年（平成20年）のリーマン・ショックに端を発する不況の影響もあり、再び経営が悪化し、2010年（平成22年）7月28日に福岡地方裁判所に自己破産を申し立て、同日受理され倒産した。負債総額は16億円以上であった。